# 王俎姜
王俎姜（？—？），周朝王后。姜姓，西周第五代天子周穆王的王后。
传世文献没有记载王俎姜，根据出土铜器銘文《方鼎》、《不壽簋》(集成 04060)，她是西周中期人，周穆王的后妃。王俎姜赏赐在外出征的统帅伯雍父，替周王赏赐臣下皮裘，掌管内治，支配内史，刘启益考定王姜為穆王后妃。